# Campanularia hicksoni
Campanularia hicksoni är en nässeldjursart som beskrevs av Totton 1930. Campanularia hicksoni ingår i släktet Campanularia och familjen Campanulariidae. Inga underarter finns listade i Catalogue of Life.

## Bildgalleri

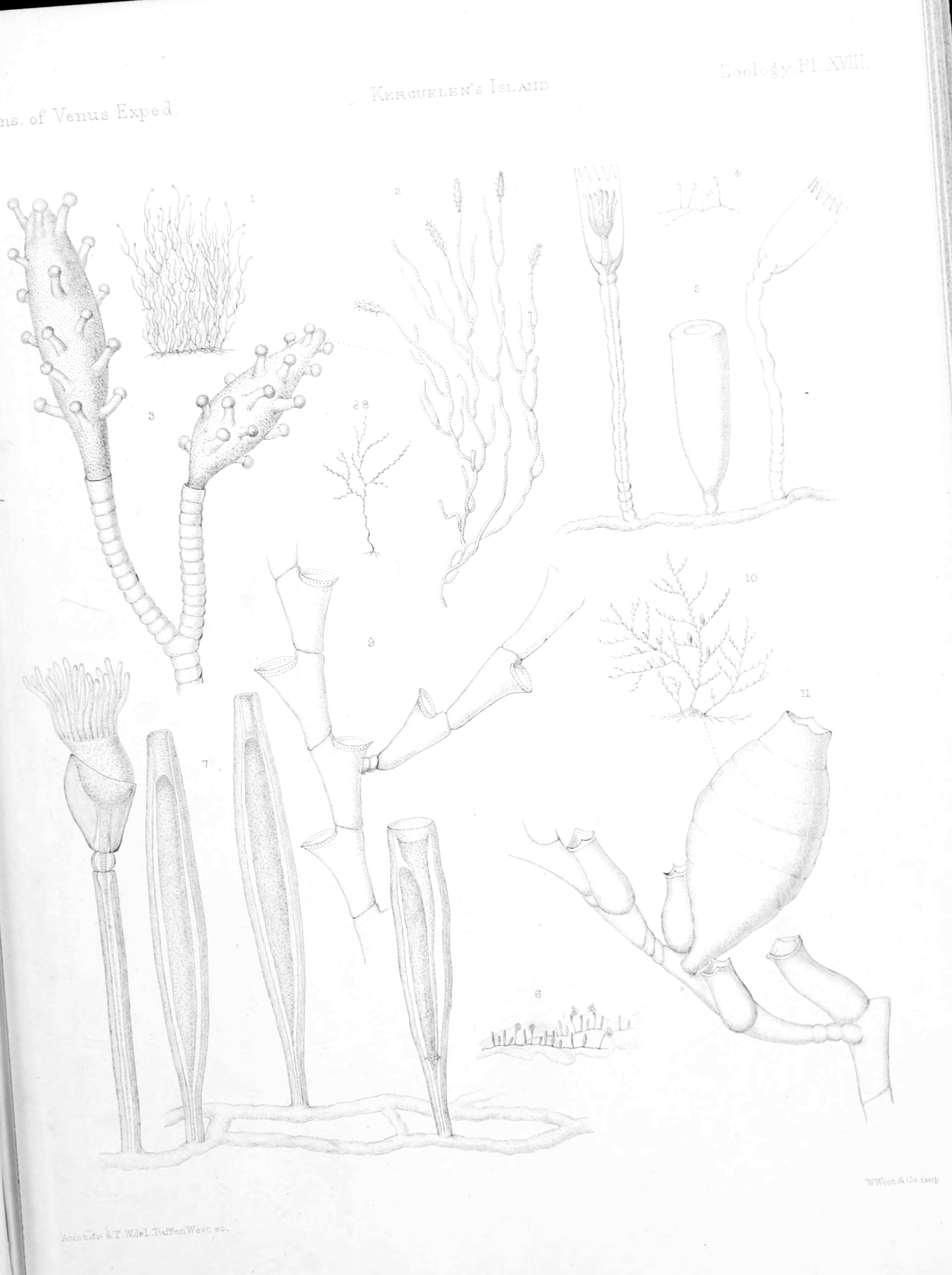